# Anders Svanborg
Anders Svanborg, född 26 augusti 1770 i Svenarums socken, Jönköpings län, död 26 december 1812 i Uppsala, var en svensk universitetslärare och orientalist.
Svanborg blev filosofie magister i Uppsala 1794 och docent där i österländska språk 1797. Han företog 1797–1801 en utländsk studieresa (varunder han en längre tid handleddes av Oluf Gerhard Tychsen i Rostock) och efterträdde 1805 Johan Adam Tingstadius som professor i semitiska språk. Som vetenskapsman var Svanborg mera lärd än idérik. Under inflytande av Samuel Ödmann tillämpade han i sin forskning en historisk-fìlologisk metod och hävdade den jämförande språkforskningens betydelse för en rätt uppfattning av Gamla testamentets text. Hans författarskap rörde sig särskilt inom det arabiska dialektområdet. 